# Georges Condominas

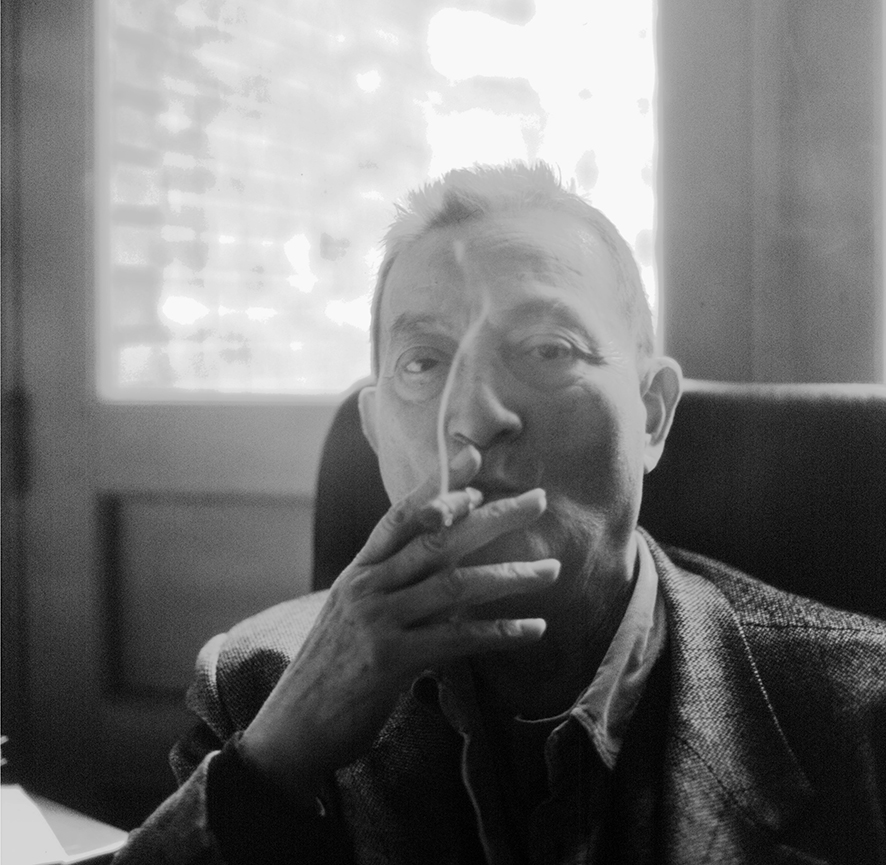
Georges Condominas in seinem Büro

Georges Condominas (* 29. Juni 1921 in Hải Phòng, Vietnam; † 17. Juli 2011 in Paris) war ein französischer Ethnologe. Er verfasste bedeutende Arbeiten über eine Ethnie, die im zentralen Hochplateau Vietnams lebt. Er war Mitunterzeichner des Manifestes der 121 und war 1979 Mitbegründer der Association française des anthropologues.

## Leben
Condominas wurde in Hải Phòng in Vietnam als Sohn eines französischen Militärs und einer Frau mit teilweise einheimischen Vorfahren geboren.
„Bevor Condominas 1945 in Saigon zur Marine eingezogen wurde, reiste er häufig zwischen dem Kolonialreich und Frankreich hin und her. Nach dem Zweiten Weltkrieg hielt er sich wieder in Frankreich auf und entdeckte für sich die Ethnologie. Von 1947 bis 1959 arbeitete Condominas am ORSTOM [Office de la recherche scientifique et technique outre-mer, jetzt Institut de recherche pour le développement], bevor er Forschungsdirektor an der EHESS wurde, wo er den  Centre de Documentation et de Recherche sur l’Asie du Sud-Est et le Monde Insulindien gründete. Er war auch visiting professor an der  Yale University und an der Columbia University.“
Condominas wurde zunächst als Autor des Buches Nous avons mangé la forêt de la pierre-génie gôo (Hii saa Brii Mau-Yaang Gôo) (1957) bekannt. Condominas hielt sich nahezu zwei Jahre in dem Dorf Sar Luk auf und tauchte nahezu völlig in die Welt seiner Bewohner ein.
2006 widmete das Musée du quai Branly in Paris den von ihm mitgebrachten Objekten eine Ausstellung.
Condominas' Buch L'Exotique au quotidien wurde von Georges Devereux in einem Atemzug mit Claude Lévi-Strauss’ Traurige Tropen und mit Georges Balandiers Afrique ambiguë genannt. „Diese drei sind die einzigen mir bekannten größeren Versuche, die Einwirkung seiner Daten und seiner wissenschaftlichen Tätigkeit auf den Wissenschaftler selbst zu bewerten.“
„Michel Leiris, Georges Condominas und Georges Balandier haben die kolonialen Verhältnisse durchschaut und in Rechnung gestellt, daß sie als neutral sein wollende Forscher in kolonisierten Ländern auch gleichzeitig die Repräsentanten einer unterdrückenden und ausbeutenden Macht waren, was auf ihre Beziehung zu den 'Forschungsobjekten', den Angehörigen exotischer Völkerschaften, zurückwirken mußte. Diese Reflexion des eigenen Standpunkts hat bei allen drei Forschern zu einer Infragestellung der höchstpersönlichen Motive für die ethnologische Tätigkeit geführt [...]“. (Paul Parin)

## Schriften (Auswahl)
Als Autor
- Nous avons mangé la forêt de la pierre-génie gôo (Hii saa Brii Mau-Yaang Gôo). Mercure de France, Paris 1957.
  - deutsch: Wir aßen den Wald des Geistersteins Gôo. Chronik d. Mnong Gar-Dorfes Sar Luk im Hochland Südvietnams. Insel-Verlag, Frankfurt/M. 1969.
- L'exotique est quotidien. Chronique de Sar Luk, village mnong gar (tribu proto-indochinoise des hauts-plateaux du Viet-Nam central). Plon, Paris 1977 (Terre humaine).

Als Herausgeber
- Formes extrêmes de dépendance. Contributions à l’étude de l’esclavage en Asie du Sud-Est. Éditions de l’École des Hautes Études en Sciences Sociales, Paris 1998.

## Sekundärliteratur
- Christine Hemmet (Hrsg.): „Nous avons mangé la forêt...“ Georges Condominas au Vietnam (La collection du Musée du quai Branly). Actes Sud, Arles (Bouches-du-Rhône) 2006. 127 S. : Ill., Kt. ISBN 2-7427-6145-4 (zugl. Katalog d. gleichnam. Ausstellung, Musée du quai Branly Paris, 23. Juni bis 17. Dezember 2006).